# Samed Yeşil
Samed Yeşil (Düsseldorf, 25 mei 1994) is een Duitse voetballer van Turkse afkomst die bij voorkeur als aanvaller speelt. Hij verruilde in augustus 2012 Bayer Leverkusen voor Liverpool. Op dit moment speelt hij voor het Griekse Panionios.

## Clubcarrière

### Bayer Leverkusen
Yeşil werd in 2005 opgenomen in de jeugd van Bayer Leverkusen. Daarvoor scoorde hij in zijn laatste twee jaar 57 doelpunten in 71 wedstrijden  Yeşil speelde ook vier wedstrijden voor Bayer Leverkusen II.

### Liverpool
Yeşil verruilde Leverkusen op 30 augustus voor Liverpool, dat 1,3 miljoen euro voor de toen 18-jarige Duitser betaalde. Yeşil's eerste wedstrijd in het shirt van Liverpool was een wedstrijd tegen de reserves van Chelsea. Hij begon daarin in de basis en werd in de 58e minuut bij een 0-0 stand vervangen door Michael Ngoo. Liverpool won de wedstrijd met 1-4. Zes dagen later behoorde Yeşil tot de wedstrijdselectie voor een Europa League-duel tegen de BSC Young Boys. Hij bleef heel de wedstrijd op de bank. Op 26 september maakte Yeşil zijn debuut in het eerste elftal van Liverpool, in een wedstrijd om de League Cup tegen West Bromwich Albion.

## Interlandcarrière
Yeşil heeft zowel de Duitse als de Turkse nationaliteit. Hij speelde voor verschillende Duitse nationale jeugdelftallen. Hij mag vanwege zijn afkomst voor zowel Duitsland als Turkije uitkomen.